# ショックウェイヴ・スーパーノヴァ
『ショックウェイヴ・スーパーノヴァ』（Shockwave Supernova）は、アメリカ合衆国のギタリスト、ジョー・サトリアーニが2015年に発表した15作目のスタジオ・アルバム。日本で先行発売された。

## 背景
アルバム・タイトルは、サトリアーニ自身を「ギター・クレイジー」に駆り立てる別人格を表現したものである。本作では、2010年よりサトリアーニのバンドのメンバーとなったマイク・ケネリーに加えて、ジ・アリストクラッツのリズム・セクションとして知られるブライアン・ベラーとマルコ・ミンネマンが新メンバーとして起用されたが、4曲では前作『アンストッパブル・モメンタム』（2013年）と同様クリス・チェイニーとヴィニー・カリウタがリズム・セクションを務めた。なお、ベラーとミンネマンの所属バンドであるジ・アリストクラッツは2016年、サトリアーニが主催するツアー「G3」のイタリアおよびドイツ公演に参加した。
「ロスト・イン・ア・メモリー」は、1987年末（または1988年初頭）にスチュアート・ハム、ジョナサン・ムーヴァーと共に行われたジャムが原型で、『アンストッパブル・モメンタム』制作時にメロディが完成したが、チェイニーおよびカリウタの演奏に納得できずお蔵入りとなり、ビラーとミンネマンの演奏に差し替えた上で本作に収録された。「オール・オブ・マイ・ライフ」は、元々はチキンフット用にデモ・レコーディングされていた曲である。

## 反響・評価
母国アメリカでは、2015年8月15日付のBillboard 200で最高46位を記録した。イギリスでは2015年6月8日付の全英アルバムチャートで22位となり、『クリスタル・プラネット』（1998年）以来17年ぶりに全英トップ40入りを果たしたが、翌週にはトップ100圏外に落ちた。オランダのアルバム・チャートでは最高11位を記録し、同国において初のトップ20入りを果たした。スイスのアルバム・チャートでは13位に達し、『ジ・エクストリーミスト—極—』（1992年）以来23年ぶりに、同国でトップ20入りした。
Stephen Thomas Erlewineはオールミュージックにおいて5点満点中4点を付け「彼自身の舞い上がるような演奏と同様、バンドとの絡みも楽しめる、コラボレーション作品とも言えるレコード」と評している。

## 収録曲
全曲ともジョー・サトリアーニ作曲。
1. ショックウェイヴ・スーパーノヴァ - Shockwave Supernova - 3:53
2. ロスト・イン・ア・メモリー - Lost in a Memory - 4:16
3. クレイジー・ジョーイ - Crazy Joey - 3:39
4. イン・マイ・ポケット - In My Pocket - 4:15
5. オン・ペレグリン・ウィングス - On Peregrine Wings - 5:25
6. カタクリズミック - Cataclysmic - 5:05
7. サンフランシスコ・ブルー - San Francisco Blue - 3:22
8. キープ・オン・ムーヴィン - Keep on Movin' - 4:26
9. オール・オブ・マイ・ライフ - All of My Life - 4:05
10. ア・フェイズ・アイム・ゴーイング・スルー - A Phase I'm Going Through - 4:02
11. スカボロー・ストンプ - Scarborough Stomp - 4:03
12. バタフライ・アンド・ゼブラ - Butterfly and Zebra - 1:47
13. イフ・ゼア・イズ・ノー・ヘヴン - If There Is No Heaven - 5:10
14. スターズ・レース・アクロス・ザ・スカイ - Stars Race Across the Sky - 4:48
15. グッバイ・スーパーノヴァ - Goodbye Supernova - 5:47

## 参加ミュージシャン
- ジョー・サトリアーニ - ギター、キーボード、ベース、ハーモニカ
- マイク・ケネリー - リズムギター(on #2)、キーボード
- ブライアン・ベラー（英語版） - ベース(on #1, #2, #5, #7, #10, #12, #14, #15)
- クリス・チェイニー - ベース(on #3, #4, #8, #11)
- ボビー・ヴェガ - ベース(on #9)
- マルコ・ミンネマン - ドラムス(on #1, #2, #5, #6, #7, #9, #10, #13, #14, #15)
- ヴィニー・カリウタ - ドラムス(on #3, #4, #8, #11)
- ジョン・クニベルティ - パーカッション(on #1, #2, #3, #5, #6, #14)
- トニー・メンジヴァー - パーカッション、ボンゴ、コンガ(on #9)